# Схревен, Йохан ван
Йохан Томас Карел ван Схревен (нидерл. Johan Thomas Carel van Schreven; 17 сентября 1874, Батавия — 10 ноября 1924, Ницца) — нидерландский фехтовальщик. Участник летних Олимпийских игр 1908 года.

## Биография
Йохан ван Схревен родился 17 сентября 1874 года в городе Батавия в Нидерландской Ост-Индии (сейчас Джакарта в Индонезии).
В 1908 году вошёл в состав сборной Нидерландов на летних Олимпийских играх в Лондоне. В личном турнире шпажистов поделил с Хербертом Сандером из Дании 4-5-е места в группе 1/8 финала, победив в двух поединках, два сведя вничью и дважды уступив. Ему не хватило одной победы до вышедшего в четвертьфинал с 3-го места Пьетро Спецьяле из Италии. В личном турнире саблистов поделил с Эдвардом Брукфилдом из Великобритании 4-5-е места в группе 1/8 финала, победив Брукфилда, Пьетро Сарцано из Италии и Жана Микорски из Франции, уступив Вилему Гоппольду из Лобсдорфа — старшему из Богемии, Полю Анспаху из Бельгии, Энё Апати из Венгрии и Георгу Штёру из Германии. Ему не хватило одной победы до вышедших в четвертьфинал со 2-3-го места Анспаху и Апати.
Умер 10 ноября 1924 года во французском городе Ницца.